# Microfilme

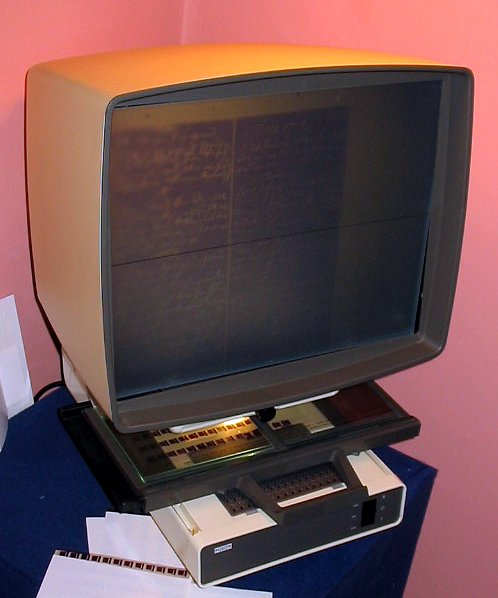
Lector de microfilm.

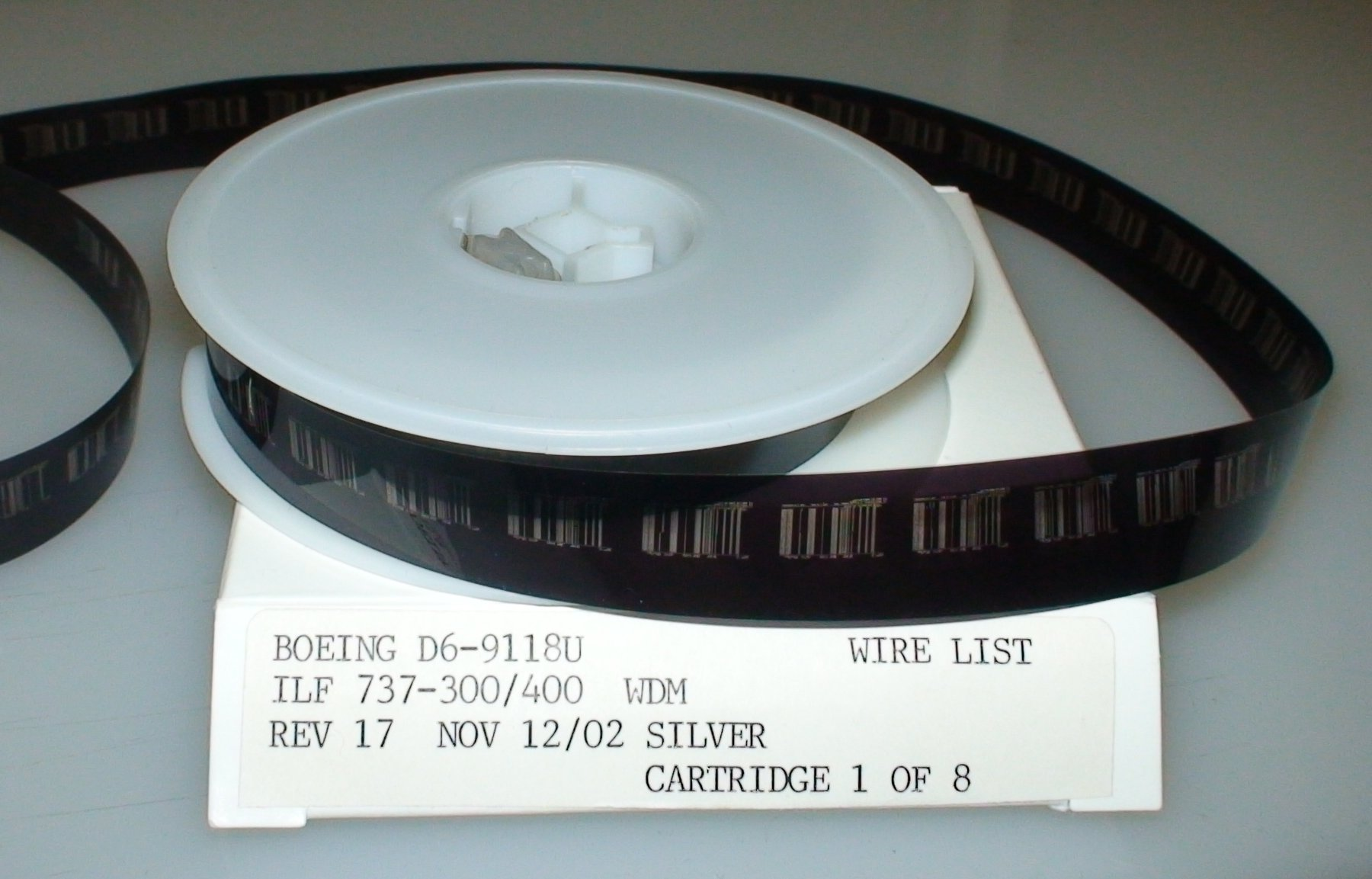
Rollo de microfilm.

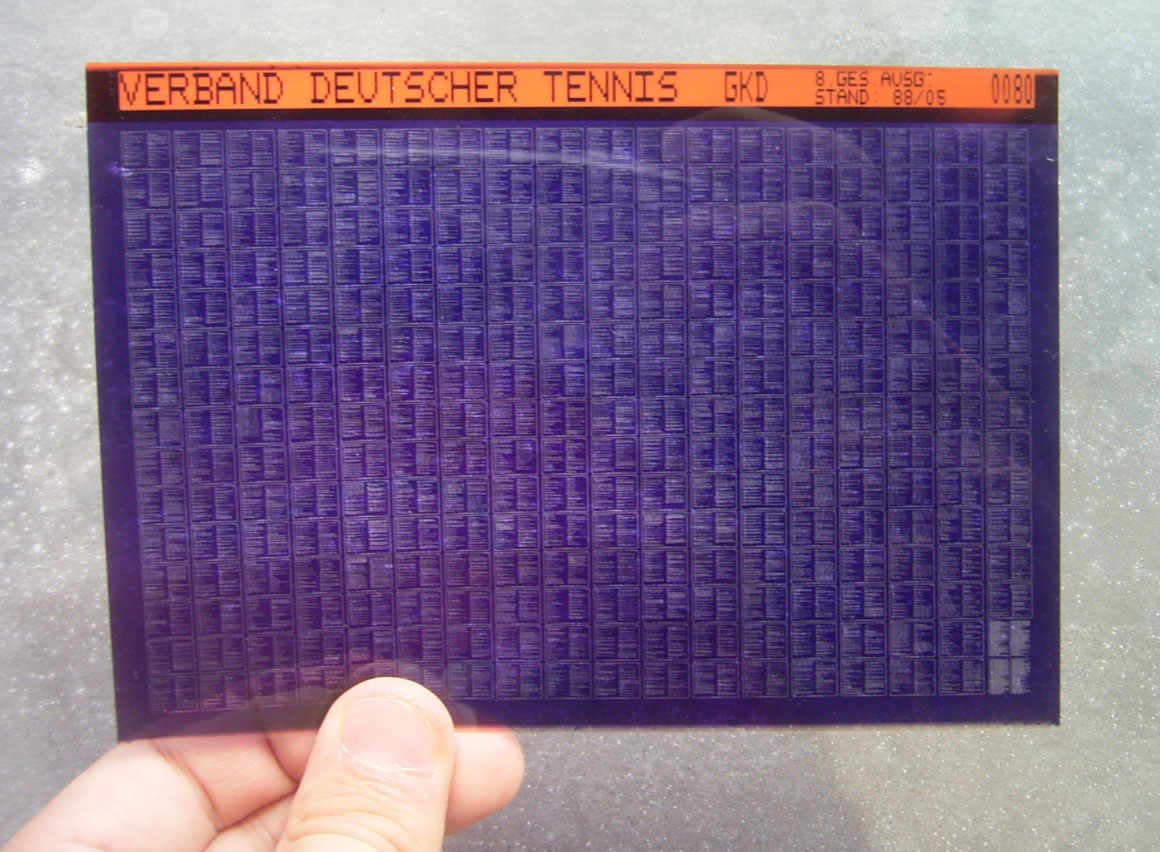
Ficha de microfilm.

El microfilm es un sistema de archivo, gestión y difusión documental. Su producción está sometida a un alto grado de normalización, tanto en su metodología como en los materiales utilizados y un estricto control de productos resultantes. 
Su objetivo es obtener una reproducción exacta del documento original, representada a un grado de reducción determinado y conocido, sobre un soporte fotográfico normalizado y cuya posición dentro de una serie documental puede ser establecida.
Todo ello hace que cada una de sus imágenes tenga valor individual y que instituciones e incluso los gobiernos de algunos países acepten el microfilm como documento con valor probatorio ante un tribunal.